# Vitrea riedeli
Vitrea riedeli is een slakkensoort uit de familie van de Pristilomatidae. De wetenschappelijke naam van de soort is voor het eerst geldig gepubliceerd in 1969 door Damjanov & L. Pinter.